# Guatemala-amazone
De guatemala-amazone (Amazona farinosa guatemalae) is een amazonepapegaai uit de familie Psittacidae (papegaaien van Afrika en de Nieuwe Wereld). Op de IOC World Bird List staat dit taxon als ondersoort.

## Verspreiding en leefgebied
Deze soort komt voor in Belize, Costa Rica, Guatemala, Honduras, Mexico, Nicaragua en Panama.